# مزرعه ایزدی
مزرعه ایزدی (شهرضا)، روستایی از توابع بخش مرکزی شهرستان شهرضا در استان اصفهان ایران است.

## جمعیت
این روستا در دهستان دشت قرار دارد و براساس سرشماری مرکز آمار ایران در سال ۱۳۸۵، جمعیت آن زیر سه خانوار بوده‌است.